# 超人捷德
《超人力霸王捷德》（日语：ウルトラマンジード，英文：Ultraman Geed），是圓谷製作所製作的特攝電視劇。為2017年7月8日起於東京電視台系列頻道每週六上午9:00 - 9:30（JST）播出，且為作品中登場的巨大變身英雄名稱。
本作的標語為『命運 —— 覺悟的決定（運命——覚悟を決めろ）』。香港方面，ViuTV由2018年7月21日至2019年1月5日逢星期六上午9:30-10:00播放。台灣版本則由momo親子台自2018年9月9日起，每周日下午17:30 - 18:00首播、每周六下午16:00 - 16:30重播。中國大陸由「上海新創華文化發展有限公司」為版權總代理，在2017年7月8日於網絡與日本同步播出後發行官方國語配音版。

## 概要
本作企劃於2016年8月開始磋商，並邀請知名小說家乙一擔任劇本統籌，最初的定名為《超人力霸王Goo》，是繼《超人力霸王Orb》之後第二部獨立製作的新生代英雄系列作品。
不同於以往的超人力霸王身份背景，主角超人力霸王捷德被設定為過去已登場的主要角色，邪惡的超人力霸王貝利亞之子，因此在外型設計及眼部含有貝利亞的元素，此外在故事上也採取較為黑暗且刻畫衝突的成長英雄路線，《捷德》同時也是自貝利亞的首部登場作品《大怪獸格鬥 超銀河傳說 THE MOVIE》、《赛罗·奥特曼 THE MOVIE 超决战！贝利亚银河帝国》之後，「貝利亞故事」的最後一章。
與先前的作品類似，本作繼承了前作《Orb》的設定，主角可透過兩位前代超人力霸王進行合體變身，在選角方面，
飾演主角朝倉陸（朝倉リク）的濱田龍臣，為目前超人力霸王系列作中最年輕的人間體演員，這也是他第二次在超人力霸王系列作品中參與演出。。
在電視劇的後期以及後述的劇場版，在沖繩縣的支持下，劇組曾在中城城等地區進行了取景。

### 規劃與製作
乙一於2016年8月收到《捷德》編劇的邀約，並以本名「安達寬高」名義，同時參與本作劇本編寫。而坂本則是在同年9月左右擔任《捷德》的導演位置。製作人鶴田幸信則讓乙一擔任本作的系列構成，坂本覺得從乙一聽到的概念很有趣，因為乙一此前並未曾擔任撰寫特攝作品的經驗，隨後則在與鶴田的一次會議進行總結。
鶴田在《超人力霸王銀河S》時，曾任命乙一為新編劇人選之一，但由於當時的職位為助理製片人，因此並並沒有實現。關於任命乙一擔任編劇的原因，鶴田則表示「乙一擅長描寫手法的風格能夠讓觀眾感到驚訝」。畢竟乙一在寫作風格融合各種文派，多元的風貌，也許能夠為長期觀看系列的觀眾有耳目一新的感受，而且乙一過去也曾有擔任電影製作和編劇的經驗， 《捷德》最初編劇團隊有6名成員，不到前作一共13位編劇的規模。
由於沒有預算來描繪真實的防衛隊，所以將防衛隊的元素捨棄成為了《捷德》的一大方向，由於考慮到孩子們會因較為黑暗的發展而對節目失去熱情，因此在該作品中則是以群像劇的形式，並以明亮的味道使觀眾對於角色感到深刻，同時為了吸引孩子們，還加入了吃杯麵之類等具有搞笑性質的場景，同時為了呼應本次的世界觀和超人力霸王的關係，特別製作報導捷德報導的新聞節目，來增加巨人與人類間的聯繫。
與以往作品不同，坂本參考《超人七號》主角諸星彈在《超人力霸王雷歐》擔任主要角色的案例，使超人力霸王傑洛能夠在《捷德》出現擔任主角群必不可缺的夥伴，主人公的人物形象也設定為可以面對任何困難的積極人格，並希望讓觀眾從容易想像的「貝利亞之子」的元素避免黑暗的成分。因應《超人七號》50週年紀念，劇中登場的貝加薩星人「貝加」則也是從《七號》中特地挑選出來的宇宙人設定，此外，川井憲次則擔任音樂製作，由於坂本是川井的粉絲，認定他可以藉由音樂表達豐富的世界觀，並想通過視覺的協調效應來創造故事中更大的尺度感。此外本作的場景風格則屬於現代中含有濃厚的昭和風，在角色塑造則大幅度參考了過去昭和的作品，本作第1話的水上戰鬥就是致敬於《雷歐》第1話的場景。

## 故事概要
朝倉陸，是超人力霸王貝利亞的遺傳基因繼承者。
在巨大怪獸骷髏哥摩拉的襲擊下逃跑的朝倉陸與夥伴貝加，發現一座位於地下500公尺的秘密基地。基地的報告管理系統「蕾姆」將「Geed Riser」與「Ultra 膠囊」給予了陸，自幼崇拜英雄的他，決心融合變身成超人力霸王捷德。

## 故事背景
邊疆宇宙（Side Space）
本作所處的宇宙世界觀，是光之國宇宙為互相平行的另一個次元。
過去在貝利亞引發「Crisis・Impact」事件時，由於的超時空炸彈後所引發的大爆發，因而導致此宇宙面臨崩毀的危機。
後在超人力霸王尊王的捨身將自己和宇宙融合恢復，然而宇宙過於巨大，即便是恢復後的現在，仍然喚不回尊王的意識。
由於該地球的人類對「Crisis・Impact」帶來的危機沒有意識和充足證據，因此包括朝倉陸在內的多數人都以為「Crisis・Impact」和超人力霸王的存在只是都市傳說。
星山市（星山市）
陸所居住的城市，亦是本作的主要戰鬥舞台。
AIB
全名為「Alien Invenstigation Bureau」（異星人調查局）的宇宙組織，在地球卻是個秘密組織，在各地都有分部。
多數成員都會藉由偽裝成人類型態進行情報蒐集等相關工作。成員們皆配備麻醉銃Anastirge・Gun。
NicoNico生命保險（ ）
AIB成員們名面上的身份，是家保險業務公司。
星雲莊（星雲荘）
原為陸所居住的公寓，後為地下基地的名字。
位於天文台下500公尺的中央司令室，本來的擁有者為貝利亞，蕾姆因陸身懷「貝利亞的因子」而將擁有權轉移給陸，現為陸等人平常生活的據點。
另外可透過基地內的空間電梯前往任何地方，真實樣貌為貝利亞與伏井出圭共同建造的宇宙船「新・不列顛尼亞號（ネオ・ブリタニア）」
最初目的是令陸能獲得變身道具，而達到貝利亞將來完全復活的目的而使用 。
銀河市場（銀河マーケット）
陸平常打工的復古零食商店，由久米晴雄一人獨自經營，但在骷髏哥莫拉來襲時連帶上方的星雲莊公寓遭到毀滅。
在第4話開始以餐車的形式重新營業。

## 用語
Crisis・Impact （クライシス・インパクト）
貝利亞引爆威力足以毀滅宇宙的超時空炸彈後所引發的大爆發，因而導致宇宙面臨崩毀，同時導致貝利亞自身因此爆發而下落不明，但在超人力霸王尊王的捨身下將自己和宇宙融合恢復。而地球人將此爆發解讀為隕石墜落，而筒井綜合醫院建在爆發的地點上。
爆裂戰記DonShine（爆裂戦記ドンシャイン）
於劇中播放的特攝電視節目，對朝倉陸及愛崎萌亞兩人有很深的影響。
融合昇華（フュージョンライズ）
本作的變身方式，透過Geed Riser將Ultra膠囊或是怪獸膠囊裡的力量引發出來。
陸透過此方式變回超人力霸王捷德，而伏井出圭透過此方式變身成貝利亞融合獸。
Neo・融合昇華（ネオ・フュージョンライズ）
超人力霸王傑洛變身成極越型態所使用的變身方式。
透過Riser（Zero模式）將原先透過Riser融合出來的新世代膠囊（α & β）裡的力量引發出來。
Little Star（リトルスター）
伏井出圭為了讓貝利亞重新復活。正在追尋的神祕能量物體，也是啟動Ultra 膠囊的重要關鍵。
大多寄宿於幼年期生物的體內體內。使得該名宿主產生特殊能力，只有在宿主向超人力霸王祈願之時，才會離體顯現。
悠托姆
原文：
球體形狀的偵察機，負責將星雲莊外的影像傳至基地內部。

## 登場人物

### 星雲莊
朝倉陸
飾演者：濱田龍臣、童年：志水透哉
配音：杜景煜（香港）、傅品晟（台灣）、刘明月（中国大陆）
本作主角，超人力霸王捷德的人間體，19歲。第一人稱為「僕」。口頭彈為「如果袖手旁觀的話，一切都將於事無補！」
。個性活潑開朗，本以為自己是名普通的地球青年，直到變身成捷德後才發現體內繼承邪惡的超人力霸王：貝利亞的遺傳因子，而且也是貝利亞之子。平時的愛好是吃泡麵和零食，樂於在雜貨店裡打工，受到喜愛的電視節目《爆裂戰記閃光俠》所影響，憧憬成為拯救人們的英雄。
真實身份是「Crisis・Impact」事件前，伏井出圭利用貝利亞的遺傳因子在實驗室製造的人工生命。在嬰兒時期被送往地球，被朝倉錘拾到領養，而命名為「朝倉陸」。並被送往愛崎一家寄養，因此與萌亞結識。在初中時曾意外中救下了貝加，並與貝加居住在一棟叫「星雲莊」的公寓。在第1話時因地球上又有怪獸作亂導致住處被毀。在報告管理系統「蕾姆」的指引下，在地下基地裡得到了Ultra膠囊和Geed Riser昇華器，獲得變身成捷德的能力。並在與怪獸的戰鬥中捲入各種事件，結識了來葉、AIB、令人一家和傑洛等人，展開了對抗伏井出圭及其幕後黑手貝利亞的使命。最終話時為拯救陷入苦戰中的傑洛，而再次變身成捷德與貝利亞展開激戰。最終在尊王及夥伴幫助下，以凶惡型態貝利亞壓制。並在次元的裂縫中對戰時感受到了貝利亞的過去，也對貝利亞的遭遇表示同情與理解，為了拯救貝利亞的靈魂並使雷布拉德星人分體，並徹底打倒了貝利亞。並在最後說出「再見了，父親。」在結局受到尊王和超人之父的高度讚許，繼續與夥伴們守護地球。
後續由於尋找因惡魔碎片而暴走的怪獸，而與貝加在太空旅行，
《超人力霸王Z》
在第6話中因追擊吉爾巴里斯而來到遙輝所在的地球，原本所使用的捷德昇華器因遭到損毀而改用貝加帶來的Z昇華器變身成銀河躍昇型態。第7話結尾時將Z所在的地球託付給遙輝後，與傑洛等人前往宇宙執行它們的任務。
在第15話因得知虛空怪獸古力札降臨地球而回歸。在戰鬥中為了取出縫合宇宙之穴的針而遭到古力札吞噬甚至險些被同化，最後被Z救出，結尾因捷德昇華器被希卡利修復完成的關係，而將持有的硬幣託付給遙輝使用，自己則是再次踏上尋找惡魔碎片及幫助他人的旅程。
 鳥羽來葉  
飾演者：山本千尋
配音：石梓晴（香港）、詹雅菁（台灣）、阎么么（中国大陆）
本作女主角，持有刀劍並持續追查「危機爆發事件」的真相的少女，本身亦會武術，19歲。
在第1話看到陸變身的情景，並得知他就是超人力霸王捷德後，便以自身所知的情報為交換條件直接入住星雲莊，隨後成為陸最信任的夥伴。第9集中得知6年前亦為「Little Star」的宿主，但因為雙親鳥羽彈次、涼美均慘死在眼前而陷入絕望，導致離體的「Little Star」在被伏井出圭回收時前消散。因此並誓言要用手中的劍斬殺掉怪獸的伏井出圭。
在第17話為了拯救小陸而前往「危機爆發事件」的筒井綜合醫院，並見到了自己所屬能量「Little Star」的尊王。並得知過去因在尊王接收到母親強烈祈願下而順利出生的真相，在尊王的協力下成功使小陸脫離貝利亞的迷惑。最後在與伏井出圭的決鬥中擊敗他。
貝加薩星人 貝加  （ペガッサ星人 ペガ）
配音：潘惠美（日本）、梁珮瑤（香港）、沈念如（中国大陆）
陸的搭檔夥伴，來自貝加薩星的貝加薩星人，是性格羞怯，但卻相當友善的宇宙人。不時協助陸穿膠花。平常外出時，都躲在暗黑領域（ダーク・ゾーン）中行動。在21話被揭露過去的背景故事，貝加原本想成為獨當一面的男子漢而在宇宙旅行，可惜安身立命的膠囊不幸壞掉，最終受到朝倉陸的幫助下而成為了彼此的至友。
後續由於尋找因惡魔碎片而暴走的怪獸，而與小陸在太空旅行。
《超人力霸王Z》
受超人力霸王希卡利的委託，將Z昇華器交給在艾因行星上失去捷德昇華器的小陸。
蕾姆
配音：三森鈴子、莊巧兒（香港）幽舞越山（中国大陆）
位於地下基地『星雲莊』中央司令室中設置的報告管理系統，核心為黃色的球體。在陸首次來到之時告知他為此處的擁有者，並給予他Geed Riser和Ultra 膠囊。
在第19話時因星雲莊被伏井出圭奪取，而將自己的程式及時轉移到自製的地球人女性軀體，（以自身的聲音模組所尋找與她聲音相似的地球女性作為自己的人形軀體範本）身上，並和小陸一行人一同行動。但在伏井出圭的阻擾下被迫強行與機械哥莫拉融為一體。最後程序內的「善蕾姆」以自己堅強的內心戰勝了「惡蕾姆」的控制，並機械哥莫拉分離出來之後使捷德瞬間扭轉局勢。
「蕾姆」的名字是由小陸命名，蕾姆將其理解為「Report Management（報告管理）」的簡稱，而第19話時在陸的說明得知是取自於《爆裂戰記DonShine》中的女主角-蕾姆公主的名字。

### AIB
愛崎萌亞  
飾演者：長谷川眞優 、童年：牧野羽咲
配音：楊婉潼（香港）、蘇肇樺（台灣）、TK（中国大陆）
AIB地球分署的唯一地球人特工，朝倉陸的青梅竹馬與其寄養家庭的女兒，25歲。
經常和前輩夏納管制打擊宇宙人犯罪者的工作，不過經常搞砸事情，平時為了隱藏AIB的存在而偽裝成“「NicoNico生命保險」的業務員身分進行活動。過去因常常與陸一起看《爆裂戰記閃光俠》，即使是現在也暗戀著如弟弟般的陸，所以非常在意這個身為姊姊的身份，甚至因陸身邊出現女性（例如與陸合住的來葉），主動地宣示與陸之間的關係。
第10話時陸透過蕾姆而得知她為AIB成員，在該話中她也因親眼目睹陸的變身而得知陸實際就是捷德的身份。在第15話被揭露加入AIB的來因，在5年前應徵工作的路途時遇上衰竭的宇宙怪人，萌亞卻反而盡心照護對方的健康狀況，令隨後來到的賽納相當詫異，最終她秉此著能與「宇宙人和平共處」的想法而向賽納請求加入了AIB，在庫爾特事件過後，更誓言要為理想繼續奮鬥。
夏多星人賽納 （シャドー星人 ゼナ）
飾演者：岩田栄慶
配音：淺沼晉太郎（日本、外星人型態）、何偉誠（香港）、梁興昌（台灣）、图特哈蒙（中国大陆）
愛崎萌亞所屬AIB的上司，實為來自夏多星的夏多星人。平常以地球人「瀨名日出樹」的名義進行活動，但因夏多星人的習性使得所變化的人類樣貌完全面無表情，在說話時亦不會張口。
為人十分嚴肅，因此常常斥責搞砸事情的萌亞。在被稱為「宇宙游擊隊」的夏多星人中屬於數一數二的精英份子。身為「教官」的他過去曾訓練出了無數強大的戰士，庫爾特亦是其中一員。在夏多星因貝利亞而滅亡後來到了地球，並與其他宇宙人成立AIB保護地球，與萌亞結識後性格有了不少的改變。將夏多星人的最終兵器「時空破壞神 傑剛」藏在AIB基地裡，於第14話被庫爾特搶奪。回收並經過維修後於最終話再次召喚出來以對付貝利亞。

### 伊賀栗家
伊賀栗令人  
飾演者：小澤雄太
配音：郭湛深（香港）、張騰（台灣）、郭盛（中国大陆）
谷丸商事營業部的上班族，超人力霸王傑洛的第三代人間體，30歲。
第一人稱為「僕」，但換成傑洛的意識則為「俺」。 本來只是與妻子、女兒一起生活，是個性格膽小懦弱，非常冒失的普通上班族，直到某天為了拯救遇難的少年，因被路上的香蕉皮絆倒，導致被經過的卡車撞重傷。在失去自身生命的同時被Zero選上而合為一體，自此捲進與怪獸們的戰鬥之中。通常戴著眼鏡的時候身體由令人的意識主導，而當傑洛主導控制時，則是摘下眼鏡，在身體和個性則呈現與本人相當強悍，相當反差的模樣，有時也會發生傑洛強行控制摘下眼鏡的情況。
隨著劇情發展，他也逐漸為了守護妻女心中的重要事物而得到了勇氣而和傑洛挺身再戰，最終話貝利亞被消滅之後與傑洛分離，並和家人一同向其告別。
伊賀栗留美奈 （いがぐり・ルミナ）
飾演者：長谷部瞳
配音：陳玉如（台灣）、四刀辉彰（中国大陆）
伊賀栗令人的妻子，28歲。
第7話得知是伏井出圭的小說粉絲。隨著節目的進展也暗中發覺丈夫實際上是傑洛的身份。在24話中曾一度和女兒繭被伏井出圭挾持為人質。最終話則是與家人向傑洛告別。
伊賀栗繭  （いがぐり・マユ）
飾演者：清水美怜
配音：蘇肇樺（台灣）、四刀辉彰（中国大陆）
伊賀栗令人的女兒，5歲。
曾因體內寄宿Little Star而擁有瞬間移動的能力導致被盯上。在24話中曾ㄧ度和母親留美奈一同被伏井出圭挾持為人質。最終話則是與家人向傑洛告別。

### 敵役
伏井出圭 （伏井出 ケイ）
飾演者：渡邊邦斗
配音：陳健豪（香港）、李世揚（台灣）、皇贞季（中国大陆）
超人力霸王貝利亞的部下，追尋「Little Star」的神秘男子，33歲。第一人稱為「私」。
本身戰鬥力高之外加上擁有施展防護盾及瞬間移動等特殊能力在第9集得知其真實身份為斯特魯姆星人（ストルム星人）。平常以科幻小說家的身份活動，並著有多本科幻方面書籍，是個講究禮儀的紳士，一旦戰鬥就會展現出冷酷無情的一面。與陸一樣使用Riser和怪獸膠囊變身成貝利亞融合獸或召喚怪獸。第12話時因為插入多枚ultra膠囊的關係，使斯特魯姆器官嚴重受傷。
在第19話時入侵星雲莊，目的是治療頹敗的身體，之後用怪獸膠囊召喚出機械哥莫拉，之後在第23話時前往沖繩，接受斯特魯姆星球的光，強化斯特魯姆器官並召喚出佩達尼姆絕頓，之後被打敗並被貝利亞暫時附體的亞璃依奪走體內的斯特魯姆器官。最終話在敗給來葉下消散而亡。直到消散的最後一刻前，仍對貝利亞忠心不二。
變身時的口號為「（怪獸膠囊A）（怪獸膠囊B）現在該收場了！」（（怪獣カプセルA）（怪獣カプセルB）これでエンドマークだ！）
石刈亞璃依
飾演者：小林涼子
配音：詹雅菁（台灣）、C小调（中国大陆）
首次出現在第18話，系列後期登場的敵役角色，一位正在研究大隅丈治遭到殺害的事件，並企圖寫成小說公布真相的女作家，28歲。
在目擊伏井出圭使用膠囊變成怪獸後，為了得知更多真相而決定幫伏井出圭躲避AIB的通緝。但在第22話時在伏井出圭的陰謀下，幫他取得被AIB回收的「安培拉星人」及「暗黑路基艾爾」怪獸膠囊，隨後卻遭到伏井出圭殺害。
實際上是超人力霸王貝利亞的人間體（附體），在貝利亞被捷德尊皇形態打倒後就已附身在亞璃依體內，暗中觀察捷德與伏井出圭的戰鬥，在第23話中則伏井出圭奪走體內的斯特魯姆器官，隨後貝利亞的本體才脫離亞璃依本身。

### 其他角色
久米晴雄
飾演者：水野直
配音：梁興昌（台灣）
笑谈（中国大陆）
陸打工的「銀河市場」店長，與小陸交情和善的知交之一，40歳。
在第1話時銀河市場遭到骷髏哥摩拉毀壞後搬去妹妹家居住。在怪獸襲擊之後則是以流動攤販形式重新經營銀河市場。在第7話透過小陸得知是伏井出圭的小說粉絲，在第19話中，則曾對化身成人形的雷姆一見鍾情。
大隅丈治（くめ・ハルヲ）
飾演者：柾賢志
配音：梁興昌（台灣）
伏井出圭的小說出版編輯，實際上是AIB的協助者，33歳。
在劇中，在之前都以編輯代稱，在第11話被伏井出圭發現身份後而遭到殺害棄屍，屍體很快被發現，使伏井出圭遭到全國的通緝。
鳥羽彈次 
飾演者：植村惠
配音：梁興昌（台灣）
來葉的父親，植物學者，同時也是帝都農業大學的教授，已故，享年45歲。
第9話閃回登場，在6年前因骷髏哥摩拉襲擊，為了保護女兒來葉而遭到骷髏哥摩拉擊落的土石壓死。
鳥羽涼美 
飾演者：妃鳳心
配音：陳玉如（台灣）
來葉的母親，已故，享年40歲。
第9話閃回登場，在6年前因骷髏哥摩拉襲擊，為了保護女兒來葉而遭到骷髏哥摩拉擊落的土石壓死。
朝倉錘 （あさくら すい）
飾演者：寺田農
配音：梁興昌（台灣）
第12話登場，因患重病而來日無多的前町長，因體內寄宿Little Star而擁有透視至銀河盡頭的能力導致被盯上。
不過因為本身透過這種力量來設立了結界，從而隱瞞至今沒有被發現，是唯一知情小陸出生的秘密的重要角色。實際上是小陸的命名者，在19年前曾經幫被遺棄在地球的嬰兒陸進行戶口登記，但由於妻子早於事故中去世，無法照顧孩子的他只能將並將陸託付給了愛崎一家。在怪獸襲擊過後，他繼續與小陸互動，而小陸也將她視為像他的家人一樣不可替代的存在。
女主播
飾演者：川合千里
貫串全劇登場的背景角色。經常報導關於超人力霸王捷德相關新聞於報導怪獸對戰的主播。
原良子
飾演者：三輪瞳
配音：陳玉如（台灣）
第1、2話登場，久米春夫的妹妹。與女兒一同前往探訪親戚卻意外地遇上骷髏哥摩拉來襲。
原繪里
飾演者：內田未來
配音：蘇肇樺（台灣）
第1、2話登場，久米春夫的姪女。曾因體內寄宿Little Star而擁有產生高溫和釋放火焰的能力導致被盯上。
原孝司
飾演者：Ren杉山
配音：李世揚（台灣）
第2話登場，原家母女的親戚爺爺。與女兒一同前往探訪親戚卻意外地遇上骷髏哥摩拉來襲。
本田徹
飾演者：三谷麟太郎
配音：陳玉如（台灣）
第3話登場，喜歡正義英雄的小學生。因體內寄宿Little Star而擁有產生防護罩和拳頭碎石的能力導致被盯上。
新井剛
飾演者：加藤良輔
配音：李昀（台灣）
第4話登場，職業為搞笑藝人的青年。但因為講的笑話段子太難笑，甚至不好笑，導致沒有搞笑藝人願意與他搭檔。
意外找到體內寄宿Little Star的小型宇宙生物『摩可』導致被盯上。
佐倉藤子、滿賀富士夫、松本鐵朗
飾演者：石上日菜、Catcher中澤、高月雪乃介
在AIB內受到保護的三名Little Star的宿主。三人因體內都寄宿Little Star而分別擁有發射光彈、施展光刃及產生爆發的能力導致被盯上。
宇宙人
皮特星人托里·堤普
飾演者：桜木梨奈
來自皮特星的皮特星人科學家，因體內寄宿Little Star而擁有腕部產生光劍的能力導致被盯上。
後進入AIB成為Little Star的研究員之一。
夏多星人庫爾特
飾演者：鈴木裕樹
配音：梁興昌（台灣）
第14話登場，來自夏多星的夏多星人，由賽納所教導的最後一名學生。是萌亞的臨時搭檔，與萌亞建立起了友誼。以地球人「影山來人」的身份進行活動。
不同於無表情的賽納，因為訓練過而擁有豐富的表情及語言能力（事實上是為了完成侵略計畫而做的偽裝訓練），最後隨著傑剛戰敗而死。
佐貝塔星人納比亞
飾演者：石神澪飾）
AIB請來協助任務的外星人少女，來自佐貝塔星的佐貝塔星人。擁有讀取對方內心的能力，也因此她討厭會說謊及表裡不一的人。
為了在地球上找個地球人男朋友，而替自己取了個地球名字『智子』。
哥德拉星人 哥德·韋恩
飾演者：尾關伸嗣
配音:李世揚（台灣）
來自哥德拉星的哥德拉星人，表面上是AIB的Little Star研究員，但實際上覬覦著Little Star。
在現出本性後與在場的來葉戰鬥，卻被來葉用拖把的把柄施展棍術擊敗，在巨大化後與超人力霸王捷德展開戰鬥，卻被現身於地球的貝利亞給一擊消滅。
爆裂戰記DonShine登場角色
DonShine
聲演：山口智廣
本作劇中特攝劇《爆裂戰記DonShine》的男主角，為了對抗銀河大盗賊團而戰鬥的超級英雄。
是小陸的偶像，在劇中時常出現有關DonShine的收藏品和周邊商品。
如月貴子
飾演者：植田梨愛 
本作劇中特攝劇《爆裂戰記DonShine》的女主角，真實身份是蕾姆公主。

## 本作登場的超人力霸王

### 超人力霸王捷德
本作主角「朝倉陸」的正體樣貌，實際上為「Crisis・Impact」之前，斯特魯姆星人伏井出圭他利用貝利亞的遺傳因子，在自己的實驗室裡製造了一個能夠成為超人力霸王戰士的人工生命體，並成功將人工生命體培育成超人力霸王捷德的型態。為了要達到貝利亞利用，好讓將來完全復活的目的而被送到地球。
由於超人力霸王無法長時間以巨大化身姿出現在地球上，斯特魯姆星人將捷德化為嬰兒狀態並的人類，丟棄在自己和貝利亞共同製造的天文台地下基地附近的地面上。 在第一話時因力量覺醒，使得朝倉陸可以以捷德的原生形態為基礎（外觀於貝利亞幾乎一模一樣，唯一差別只有彩色計時器的形狀差異）與各個Ultra膠囊進行融合，變身為各種形態。
捷德的英文名稱「GEED」取自於「GENE（基因）」和「DESTINY（命運）」的組合字，在戰鬥時間上只有三分鐘，但再次變身必須經過20小時的間隔才行，劇中解釋是因為在地球的關係。

### 變身器和其他的輔助工具
- Riser

原文： / Riser
音效：檜山修之（Ultra 膠囊）、松本健太（怪獸 膠囊）
能使陸變身成捷德的道具，此外也是貝利亞融合獸和超人力霸王傑洛的變身器，可搭配Ultra 膠囊、怪獸膠囊或Zero眼鏡NEO使用。
陸將此變身器命名為Geed Riser（ジードライザー），並且用此變身器附屬的裝填匣與位於地下基地的蕾姆進行通訊。
- Ultra 膠囊

原文： / Ultra Capsule
由超人力霸王希卡利所開發，內含以往系列作登場超人力霸王之力的道具，外觀為白色膠囊，可與Geed Riser搭配使用進行變身。
| 膠囊名稱                       | 顏色  | 相關簡介                                                       | 持有者     | 獲得方式                                | 初次登場話數 | 備註                                           |
| ------------------------------ | ----- | -------------------------------------------------------------- | ---------- | --------------------------------------- | ------------ | ---------------------------------------------- |
|                                | 青    | 內含之力                                                       | 朝倉陸     | 與Geed Riser同時由蕾姆給予              | 1            | 曾在第11話時遭到伏井出圭奪走，並被其融入體內。 |
| 貝利亞                         | 紫    | 內含超人力霸王貝利亞之力                                       | 朝倉陸     | 與Geed Riser同時由蕾姆給予              | 1            | 曾在第11話時遭到伏井出圭奪走，並被其融入體內。 |
| 雷歐                           | 赤    | 內含超人力霸王雷歐之力                                         | 朝倉陸     | 由寄宿在原繪里身體的Little Star啟動     | 2            | 曾在第11話時遭到伏井出圭奪走，並被其融入體內。 |
| 賽文                           | 綠    | 內含超人力霸王賽文之力                                         | 朝倉陸     | 由寄宿在本田亨身體的Little Star啟動     | 3            | 曾在第11話時遭到伏井出圭奪走，並被其融入體內。 |
| 希卡利                         | 黃    | 內含超人力霸王希卡利之力                                       | 朝倉陸     | 由寄宿在托里·堤普身體的Little Star啟動  | 4            | 曾在第11話時遭到伏井出圭奪走，並被其融入體內。 |
| 高斯                           | 白    | 內含超人力霸王高斯之力                                         | 朝倉陸     | 由寄宿在摩可身體的Little Star啟動       | 5            | 曾在第11話時遭到伏井出圭奪走，並被其融入體內。 |
| 銀河                           | 青    | 內含超人力霸王銀河之力                                         | 伊賀栗令人 | 與Riser同時由超人力霸王希卡利給予       | 8            |                                                |
| Orb                            | 白    | 內含超人力霸王歐布之力                                         | 伊賀栗令人 | 與Riser同時由超人力霸王希卡利給予       | 8            |                                                |
| 勝利                           | 黃    | 內含超人力霸王勝利之力                                         | 伊賀栗令人 | 與Riser同時由超人力霸王希卡利給予       | 8            |                                                |
| X                              | 綠    | 內含超人力霸王艾克斯之力                                       | 伊賀栗令人 | 與Riser同時由超人力霸王希卡利給予       | 8            |                                                |
| 新世代膠囊α                    | 青/白 | 內含超人力霸王銀河與超人力霸王歐布之力                         | 伊賀栗令人 | 利用Riser將銀河與歐布膠囊相互融合而成   | 8            |                                                |
| 新世代膠囊β                    | 黃/綠 | 內含超人力霸王勝利與超人力霸王X之力                            | 伊賀栗令人 | 利用Riser將勝利與X膠囊相互融合而成      | 8            |                                                |
| 傑洛                           | 青    | 內含超人力霸王傑洛之力                                         | 朝倉陸     | 由寄宿在伊賀栗真由身體的Little Star啟動 | 9            |                                                |
| 超人力霸王之父                 | 綠    | 內含超人力霸王之父之力                                         | 朝倉陸     | 由寄宿在朝倉錘的Little Star啟動         | 12           |                                                |
| 超人力霸王之王                 | 虹    | 內含超人力霸王之王之力                                         | 朝倉陸     | 由寄宿在鳥羽來葉的Little Star啟動       | 17           |                                                |
| 超人力霸王6兄弟                | 青    | 內含佐菲、超人力霸王、賽文、傑克、艾斯、太郎六位超人力霸王之力 | 朝倉陸     | 伴隨奇跡所誕生的特殊膠囊                | 17           |                                                |
| 傑克                           | 綠    | 內含超人力霸王傑克之力                                         | 朝倉陸     | 由寄宿在佐倉藤子的Little Star啟動       | 17           |                                                |
| 艾斯                           | 青    | 內含超人力霸王艾斯之力                                         | 朝倉陸     | 由寄宿在滿賀富士夫的Little Star啟動     | 17           |                                                |
| 太郎                           | 赤    | 內含超人力霸王太郎之力                                         | 朝倉陸     | 由寄宿在松本鐵朗的Little Star啟動       | 17           |                                                |
| 佐菲                           | 黃    | 內含超人力霸王佐菲之力                                         | 朝倉陸     | 由寄宿在古比拉的Little Star啟動         | 21           |                                                |
| 進化                           | 青    | 內含進化之力                                                   | 朝倉陸     | 由小陸的強烈之心中誕生出來              | 劇場版       |                                                |
| 以下膠囊只在『膠囊導航』中登場 |       |                                                                |            |                                         |              |                                                |
| 重光型態                       | 紫    | 內含超人力霸王Orb 重光型態之力                                 | -          |                                         | 7            |                                                |
| 終極傑洛                       | 黃    | 內含終極傑洛之力                                               | -          | 16                                      |              |                                                |
| 月神奇跡傑洛                   | 青    | 內含月神奇跡傑洛之力                                           | -          | 20                                      |              |                                                |

- Ultra 膠囊收納架及腰帶

原文： / Ultra Capsule Holder&Belt
收納Ultra 膠囊的收納道具，共有四格位置可放置，並透過此拿取變身所需要的Ultra 膠囊。
- 捷德之爪

原文： / Geed Claw
超人力霸王捷德所使用的武器，可透過此武器發動專屬必殺技。
- 王者之劍

原文： / King Sword
超人力霸王捷德所使用的杖劍型武器，為皇家至尊型態的專屬變身道具。
可透過裝填Ultra 膠囊使出各種超能力。
- 終極昇華儀

原文： / Giga Final Riser
劇場版登場的變身道具，又名『赤紅之鋼』。
- 變身口號

「融合！I Go！Here We GO！（各型態專屬變身台詞）！Geed！」（融合！アイ、ゴー！ヒア、ウィー、ゴー！（各フュージョンライズの掛け声）！ジード！）。

#### 型態變化
- 原始型態（Primitive）

由膠囊與膠囊之力融合後的樣貌，為超人力霸王捷德的基本型態，第一話初次登場。
身高：51公尺　
體重：4萬1千噸
台詞：決めるぜ!覚悟!
必殺技：Wrecking Burst（レッキングバースト）
- 烈焰爆燃型態（Solid Burning）

由「超人力霸王賽文」膠囊與「超人力霸王雷歐」膠囊之力融合後的樣貌，為超人力霸王捷德的力量型態，第三話初次登場。
身高：51公尺　
體重：4萬5千噸
台詞：燃やすぜ!勇気!!
必殺技：Strike Boost（ストライクブースト）
- 頂尖極速型態（Acro Smasher）

由「超人力霸王高斯」膠囊與「超人光明」膠囊之力融合後的樣貌，為超人力霸王捷德的速度型態，第五話初次登場。
身高：51公尺　
體重：3萬5千噸
台詞：見せるぜ!衝撃!!
必殺技：Atmos Impact（アトモスインパクト）
- 崇高型態（Magnificent）

由「超人Zero」膠囊與「超人之父」膠囊之力融合後的樣貌，為超人力霸王捷德的崇高型態，第十二話初次登場。
身高：51公尺
體重：4萬7千噸
台詞：守るぜ!希望!!
必殺技：Big Burst Away（ビッグバスタウェイ）
- 皇家至尊型態（Royal Mega Master）

由膠囊與「超人力霸王尊王」膠囊之力融合後的樣貌，為超人力霸王捷德的最強型態，第十七話初次登場。
身高：51公尺
體重：4萬8千噸
台詞：変えるぜ!運命!!
必殺技：Royal End（ロイヤルエンド）
- 究極終結型態（Ultimate Final）

由「進化」膠囊之力變身的樣貌，為超人力霸王捷德的究極型態，劇場版初次登場。
身高：51公尺
體重：4萬2千噸
台詞：つなぐぜ! 願い!!
必殺技：Crescent Final Geed（クレセントファイナルジード）

### 其他形態
- 光輝奧秘型態（Shining Mystic）

由膠囊與「光輝超人力霸王Zero」膠囊之力融合後的樣貌，為超人力霸王捷德的原創融合型態。
身高：51公尺　
體重：3萬8千噸
台詞：目指すぜ!天辺!!
必殺技：Spacium Star Drive（スペシウムスタードライブ）
- 三角強擊型態（Tri Slugger）

由「超人Orb 智勇型態」膠囊與膠囊之力融合後的樣貌，為超人力霸王捷德的原創融合型態。
身高：51公尺　
體重：5萬2千噸
台詞：飛ばすぜ!光刃!!
必殺技：Reflect Slugger（リフレクトスラッガー）
- 無限斬擊型態（Mugen Crosser）

由「超人迪加」膠囊與「月神奇跡Zero」膠囊之力融合後的樣貌，為超人力霸王捷德的原創融合型態。
身高：51公尺　
體重：4萬3千噸
台詞：挑むぜ!神秘!!
必殺技：Magical Trident Slash（マジカルトライデントスラッシュ）
- 勇者挑戰型態（Brave Challenger）

由「超人Orb 重光型態」膠囊與「超人梅比斯」膠囊之力融合後的樣貌，為超人力霸王捷德的原創融合型態。
身高：51公尺　
體重：5萬噸
台詞：掴むぜ!絆!!
必殺技：Mebium Giga Light Ring（メビュームギガ光輪）
- 烈焰先鋒型態（Fire Leader）

由「超人梅比斯」膠囊與「超人力霸王佐菲」膠囊之力融合後的樣貌，為超人力霸王捷德的原創融合型態。
身高：51公尺
體重：4萬7千噸
台詞：示すぜ!未来!!
必殺技：Mebium 87 Ray（メビューム87光線）
- 雄獅爆拳型態（Le-Over Fist）

由「超人尼奧」膠囊與「阿斯特拉」膠囊之力融合後的樣貌，為超人力霸王捷德的原創融合型態。
身高：51公尺
體重：5萬噸
台詞：たぎるぜ!鬪魂!!
必殺技：Bunning Over Kick（バーニングオーバーキック）
- 偉大旅者型態（Mighty Trekker）

由「超人帝拿」膠囊與「超人高斯」膠囊之力融合後的樣貌，為超人力霸王捷德的原創融合型態。
身高：51公尺
體重：4萬4千噸
台詞：進むぜ!彼方!!
必殺技：Flame Compression Wave（フレイムコンプレッションウェーブ）
- 光子骑士型態（Photon Knight）

由「超人佳亞（V2）」膠囊與「超人光明」膠囊之力融合後的樣貌，為超人力霸王捷德的原創融合型態。
身高：51公尺
體重：4萬4千噸
台詞：咲かすぜ!騎士道!!
必殺技：Knight Stream（ナイトストリーム）
- 懲戒真理型態（Dandit Truth）

由「超人之父」膠囊與膠囊之力融合後的樣貌，為超人力霸王捷德的原創融合型態。
身高：51公尺
體重：5萬8千噸
台詞：揮うぜ!豪力!!
必殺技：Blazer Vanishing（ブレイザーバニシング）
- 諾亞傳承型態（Noac Tip Succeed）

由「終極傑洛」膠囊與「超人力霸王納克斯 成年型態」膠囊之力融合後的樣貌，為超人力霸王捷德的原創融合型態。
身高：51公尺
體重：4萬5千噸
台詞：超えるぜ!極限!!
必殺技：Sword Ray・Over Drive（ソードレイ・オーバードライヴ）

#### 在其他作品的登場
《超人力霸王大河》：第1話
《超人力霸王Z》：第6.7.15話
- 電影

《超人力霸王R/B: 選擇！羈絆的水晶》（2018年）
《超人力霸王大河:新世代巔峰戰》（2020年）
- 網路劇集

《超級銀河格鬥 新生代英雄》（2019年）

### 超人力霸王傑洛
超人七號的親生兒子，在光之國歷史中最年輕的最強戰士。擁有討厭拘束，崇向自由奔放的性格，稍微有了一點粗魯，同時也曾經多次阻止貝利亞的邪惡陰謀，在「Crisis・Impact」事件，和眾多光之國戰士再次與之前被自己意外復活的貝利亞展開激戰，並在位於平行宇宙「邊疆宇宙（Side Space）」的地球與其展開了最後的決戰。
然而激戰末尾則是兩敗俱傷身負重傷， 究極聖盾也因貝利亞手持的吉迦戰鬥儀受損（在最終話則被修復完成）。後來在第三話時在執行新的任務中再一次回到SideSpace」的世界中，為了拯救了地球上的伊賀栗令人並讓他成為自己的新人間體，並支援捷德擊敗貝利亞。
在電影版為阻止吉爾巴利斯抹殺所有知性生命體的企圖，和終極傑洛警備隊一同被超人之父派遣至邊疆宇宙支援，並和捷德、Orb一起粉碎吉爾巴利斯。
人間體： 伊賀栗令人 （替身演員：岡部曉、聲：宮野真守、国语配音：郭盛、台灣配音：李世揚） 
原文： / Ultraman 
身高：49公尺　
體重：3萬5千噸
必殺技：Wide  Shot（ワイドゼロショット）

#### 變身器
- Ultra Zero眼鏡 NEO

原文： / Ultra  Eye NEO
超人力霸王傑洛的新變身器，亦可以與Riser合體使用進行強化變身。

#### 變身形態
- 極越型態（Beyond）

由「新世代膠囊α（銀河、Orb）」與「新世代膠囊β（勝利、X）」之力融合後的全新樣貌，為超人力霸王傑洛的全新強化型態，在第八話初次登場。
身高：49公尺　
體重：3萬5千噸
台詞：俺に限界はねぇ！
最大飛行速度：13馬赫
最大跳躍力：1750公尺
必殺技：Bulky Chorus（バルキーコーラス）

### 超人力霸王貝利亞
本作的反派角色，是光之國歷史中第一位變質的黑暗戰士。由於身宿著因为雷布朗多星人的附体，使得其能够操纵千兆战斗仪控制怪兽的力量，具备宇宙中「最邪恶的灵魂」條件，多次给各个次元宇宙带来巨大的灾难，是光之國一族为之恐惧的存在，同時也是也是超人力霸王傑洛的宿敌。
在超人力霸王捷德的劇情中，由於超人力霸王傑洛在過去曾以光輝形態扭轉時空，導致復活的貝利亞因此再次發動叛亂，並率領黑暗五人組擴大戰力。並拯救了處在危難中的斯特魯姆星人「伏井出圭」，並利用伏井出弱小、渴望得到強大力量的心理命其效忠。並組建了名為「Terror·The·Berial」的大軍團向光之國發起戰爭，
最後在引爆超時空爆彈，引發「Crisis・Impact」事件的同時，由於自己也承受不住爆炸的威力而退化成靈魂狀態，躲藏在宇宙深處，而受到「Crisis・Impact」攻擊而毀滅的另一個平行宇宙，則是和超人力霸王尊王合為一體，恢復原樣。
在本劇中真正的目的是利用其兒子「超人力霸王捷德」幫助他收集並啟動足夠數量的Ultra膠囊，以達到完全復活的目的，並藉此吸收捷德力量。
第18話被捷德打敗後，附身在石刈亞璃依身上以幫助伏井出恢復記憶。並在暗中觀察著捷德的戰鬥。並在第23話再次出現，並奪取「安培拉星人」與「暗黑路基艾爾」的膠囊及斯特魯姆器官後和亞璃依分離，在宇宙使用貝利亞昇華器掃描兩個怪獸膠囊「惡魔融合」釋放後，獲得了凶暴型態的力量。
最終話時與捷德在次元的裂縫中對戰時，兩人的靈魂亦相互碰撞，貝利亞過去的記憶因此浮現於小陸的腦海中，並揭曉貝利亞不斷重生的原因，是而且因為內心懷著深深的仇恨而變得更強。
父子最後相擁，雷布拉德星人也因此和貝利亞分離，使貝利亞變回原本的模樣。捷德則發出毀滅爆裂推回了貝利亞發出的帝斯修姆光線徹底打倒了貝利亞。
裂隙的閉合也標誌著貝利亞的肉體徹底死亡，殘魂則就此被永遠封印。
人間體：- / 石刈亞璃依（暫時附體）（替身演員：岡部曉 / 桑原義樹、CV：小野友樹） 
原文： / Ultraman Belial
身高：55公尺　
體重：6萬噸

#### 補助用具
- 怪獸膠囊

原文： / Monster Capsule
內含以往系列登場怪獸之力的道具，外觀為黑色膠囊，可與Riser搭配使用進行變身，亦可單獨使用進行召喚，是貝利爾以自己偷竊的Ultra 膠囊為藍本，再搭配雷奧尼克斯的力量製造出來的。
| 膠囊名稱                       | 顏色 | 相關簡介                 | 持有者   | 獲得方式                   | 初次登場話數 | 備註                                                                                                 |
| ------------------------------ | ---- | ------------------------ | -------- | -------------------------- | ------------ | --- |
| 哥摩拉                         | 黃   | 內含哥摩拉之力           | 伏井出圭 | 伏井出圭自身所持有         | 1            | |
| 紅王                           | 赤   | 內含紅王之力             | 伏井出圭 | 伏井出圭自身所持有         | 1            | |
| 暗黑獨眼傑洛                   | 紫   | 內含暗黑獨眼傑洛之力     | 伏井出圭 | 伏井出圭自身所持有         | 3            | 該話中出現多枚膠囊，目的在於引誘超人力霸王傑洛出現。                                                 |
| 艾雷王                         | 青   | 內含艾雷王之力           | 伏井出圭 | 吸收艾雷王的殘餘能量後啟動 | 4            | |
| 艾斯殺手                       | 紫   | 內含艾斯殺手之力         | 伏井出圭 | 伏井出圭自身所持有         | 5            | |
| 加拉特隆                       | 綠   | 內含加拉特隆之力         | 伏井出圭 | 伏井出圭自身所持有         | 7            | 第8話時出現第二枚膠囊                                                                                |
| 金古喬                         | 綠   | 內含金古喬之力           | 伏井出圭 | 伏井出圭自身所持有         | 11           | |
| 絕頓                           | 青   | 內含絕頓之力             | 伏井出圭 | 伏井出圭自身所持有         | 11           | |
| 五重王                         | 紫   | 內含五重王之力           | 貝利亞   | 貝利亞自身所持有           | 16           | |
| 佐格（第二型態）               | 青   | 內含佐古（第二型態）之力 | 貝利亞   | 貝利亞自身所持有           | 16           | |
| 札格古                         | 紫   | 內含札格古之力           | 伏井出圭 | 伏井出圭自身所持有         | 18           | |
| 安培拉星人                     | 紫   | 內含安培拉星人之力       | 貝利亞   | 貝利亞自身所持有           | 18           | 在貝利亞被擊敗後四散於地，而被AIB回收，後在第22話時卻被伏井出圭奪走，更在第23話回到貝利亞手上        |
| 暗黑路基艾爾                   | 紫   | 內含暗黑路基艾爾之力     | 貝利亞   | 貝利亞自身所持有           | 18           | 在貝利亞被擊敗後四散於地，而被AIB回收，後在第22話時卻被伏井出圭奪走，更在第23話回到貝利亞手上        |
| 機械哥摩拉                     | 綠   | 內含機械哥摩拉之力       | 伏井出圭 | 伏井出圭自身所持有         | 19           | 伏井出圭的計畫中設定搭配上蕾姆的人工智慧後的機械哥摩拉會變得最強戰力，但在蕾姆的反抗下使得計畫失敗。 |
| 基耶隆星獸                     | 綠   | 內含基耶隆星獸之力       | 伏井出圭 | 伏井出圭自身所持有         | 20           | 可透過汽化無限再生                                                                                   |
| 以下膠囊只在『膠囊導航』中登場 |      |                          |          |                            |              | |
| 亞斯特隆                       | 黃   | 內含亞斯特隆之力         | -        |                            | 5            | |
| 泰蘭特                         | 紫   | 內含泰蘭特之力           | -        | 9                          |              | |
| 贊德利亞斯                     | 綠   | 內含贊德利亞斯之力       | -        | 10                         |              | |
| 傑剛                           | 青   | 內含傑剛之力             | -        | 14                         |              | |
| 凱撒貝利亞                     | 紫   | 內含凱撒貝利亞之力       | -        | 15                         |              | |
| 電弧貝利亞                     | 紫   | 內含電弧貝利亞之力       | -        | 20                         |              | |
| 古比拉                         | 青   | 內含古比拉之力           | -        | 21                         |              | |

#### 變身形態
- 凶暴型態（Atrocious）

由「安培拉星人」與「暗黑路基艾爾」膠囊之力融合後的樣貌，為超人力霸王貝利亞的最兇型態，第二十三話初次登場，由貝利亞自行融合。
身高：55公尺　
體重：5萬5千噸
必殺技：極惡爆裂（アトロスバースト，Atoros Burst）

### 其他登場的超人力霸王
超人力霸王希卡利
原文： / Ultraman Hikari（難波圭一 聲演）
是光之國的科學家，由於貝利亞的複活開發了Ultra膠囊與能變身成超人力霸王戰士的昇華器，但在出動討伐貝利亞時，光之國空虛無守衛，導致大量的膠囊被潛入的斯特魯姆星人伏井出圭偷走。
在第8話平行次元而來到捷德所處的宇宙，並贈予傑洛四個新世代膠囊和融合昇華器，使傑洛能變身為超越型態的能力。 在最終話中感應到了捷德的決心，一起通過意念傳輸力量給捷德。
超人力霸王尊王
原文： / Ultraman King（檜山修之 聲演）
當宇宙中有巨大危機來臨之時，會隨時現身，直接將敵人製造的危機解決的偉大超人力霸王。
相當關注著年輕一輩的奧特戰士的成長，在「Crisis・Impact」事件中為了阻止貝利亞毀滅宇宙。而擴散自身全部力量消除了爆炸修復宇宙的傷痕。後期則提供自己的小部分力量寄存在Ultra膠囊。
於第9話通過心靈感應阻止來葉殺死伏井出圭，告訴她這不是她該做的事，而在第16、17話則幫助來葉進入小陸的內心世界，並賜予小陸新的力量。在最終話中捷德與貝利亞決戰時，幫助捷德分身出四個融合昇華形態的分身，並支援捷德打倒了極惡貝利亞，最後由於身體恢復，宇宙的傷也痊癒而離開了地球。
超人力霸王之父
原文： / Father of Ultra（西岡德馬 聲演）
M78星雲光之國，宇宙警衛隊的大隊長，同時也是貝利亞過去的戰友。在第24話於光之國和超人之母一同感應到了將在邊疆宇宙準備作亂的貝利亞氣息。並在最終話正式登場，透過展開立場困住貝利亞，並提醒被貝利亞擊敗的捷德及傑洛暫時撤退，雙方僵持了20個小時，一直到體力耗盡後遭到貝利亞擊倒，導致力場消失。
最後則目睹著捷德的戰鬥，在戰後肯定捷德的實力後和超人力霸王尊王一同離開地球。
超人力霸王高斯
原文： / Ultraman Cosmos
传说中的超人雷杰多的分身，被称为慈爱的勇者，作战风格以将怪兽温和化为主。高斯的胶囊在第六话被激活。本尊则在最终话登场，注视着捷德击败贝利亚。

## 本作登場敵役、怪獸、宇宙人

### 貝利亞融合獸
- 骷髏哥摩拉（Skull Gomora）

由「哥摩拉」膠囊與「紅王」膠囊之力融合的新怪獸樣貌。
身高：57公尺　
體重：5萬9千噸
必殺技：骷髏振動波（スカル振動波）
- 雷霆殺手（Thunder Killer）

由「艾雷王」膠囊與膠囊之力融合的新怪獸樣貌。
身高：53公尺
體重：5萬2千噸
必殺技：雷霆死亡衝擊（サンダーデスチャージ）
- 佩達尼姆絕頓（Pedanium Zetton）

由「金古喬」膠囊與「傑頓」膠囊之力融合的新怪獸樣貌。
身高：65公尺
體重：5萬4千噸
必殺技：佩達尼姆・流星（ペダニウム・メテオ）
- 奇美拉貝洛斯（Chimeraberos）

由「五重王」膠囊與「佐格（第二型態）」膠囊之力融合的新怪獸樣貌，劇中由貝利亞自行融合。
身高：58公尺
體重：6萬9千噸
必殺技：貝洛斯地獄火（ベロスインフェルノ）
- 金古加拉特隆（King Galactron）

由「金古喬」膠囊與「加拉特隆」膠囊之力融合的新怪獸樣貌。
身高：70公尺
體重：7萬9千噸　
必殺技：佩達尼姆重發射器（ペダニウムハードランチャー）
遊戲中登場：
- 災禍電弧貝利亞（Maga Maga Arch Belial）

由「魔禍大蛇」膠囊與「電弧貝利亞」膠囊之力融合的新怪獸樣貌。
身高：81公尺
體重：10萬噸　
必殺技：災禍電弧死亡射線（マガマガアークデスシウム）
- 強壯・哥摩蘭特（Strong・Gomorant）

由「哥摩拉」膠囊與「泰蘭特」膠囊之力融合的新怪獸樣貌。
身高：65公尺
體重：6萬5千噸　
必殺技：（グラビトロプレッシャー）
- 貝姆積德（Bemuzedo）

由「貝姆斯塔」膠囊與「傑頓」膠囊之力融合的新怪獸樣貌。
身高：68公尺
體重：4萬9千噸　
必殺技：百萬兆地獄火（トリリオンインフェルノ）
- 燃燒・貝姆斯特拉（Burning・Bemusutora）

由「貝姆拉」膠囊與「亞斯特隆」膠囊之力融合的新怪獸樣貌。
身高：50公尺
體重：3萬9千噸
必殺技：蒼白旋風（ペイルサイクロン）

### 其他登場的宇宙人、怪獸
- 三面怪人 達達

第2話及第18話所出現的達達為不同的個體。
- 暗黑獨眼Zero（Darklops ）

直接使用「暗黑獨眼Zero」膠囊召喚出來。
身高：45公尺　
體重：3萬5千噸
必殺技：暗黑獨眼傑洛射擊（ダークロプスゼロショット）
- 集團宇宙人 虎克星人
- 宇宙怪獸 艾雷王（Eleking）

身高：53公尺　
體重：2萬5千噸
必殺技：放電光線（放電光線）
- 海獸 鯊鯨
- 凶暴怪獸 亞斯特隆（Arstron）

身高：60公尺　
體重：2萬5千噸
必殺技：岩漿光線（マグマ光線）
- 戰爭審判者 加拉特隆（Galactron）

直接使用「加拉特隆」膠囊召喚出來。
身高：61公尺　
體重：6萬1千噸
必殺技：加拉特隆閃耀（ギャラクトロンスパーク）
- 暴君怪獸 泰蘭特（Tyrant）

身高：62公尺　
體重：5萬7千噸
必殺技：死亡烈焰（デスファイヤー）
- 寵兒怪獸 贊德利亞斯（Zandrias）

身高：48公尺　
體重：1萬9千噸
必殺技：夜語射束（ヨルゴビーム）
- 時空破壞神 傑剛（Zegan）

身高：58公尺　　
體重：4萬7千噸
必殺技：時空射束（ゼガントビーム）
- 昆蟲宇宙人 庫卡拉奇星人
- 宇宙怪人 澤朗星人
- 反重力宇宙人 哥德拉星人
- 帝國機兵 雷基歐諾伊德 達達・定製版
- 閻魔獸 札格古（Zaigogu）

身高：66公尺　　
體重：7萬噸
必殺技：地獄消解（ヘルズレリーブ）
- 機器怪獸 機械哥摩拉（Mechagomora）

身高：44公尺　　
體重：2萬2千噸
必殺技：破碎兆擊（クラッシャーメガ）
- 再生怪獸 基耶隆星獸（Starbem Gyeron）
- 深海怪獸 古比拉（Gubila）

因體內寄宿Little Star而擁有感電麻痺的能力導致被盯上。
身高：50公尺　
體重：3萬5千噸
- 加拉特隆MK2（Galactron MK2）

## 主要演員名單
主演
- 朝倉陸 - 濱田龍臣
- 鳥羽來葉- 山本千尋（日语：山本千尋）
- 愛崎萌亞 - 長谷川眞優（日语：長谷川眞優）（1,4,5,9-11,13-25）
- 伊賀栗令人 - 小澤雄太（3-25）
- 伏井出圭 - 渡辺邦斗（日语：渡辺邦斗）（1-9,11,12,13,16-25）
- 伊賀栗留美奈 - 長谷部瞳（3,6,7,8,16,20,21,24,25）
- 伊賀栗繭 - 清水美怜（日语：清水美怜）（3,6-10,13,16,20,21,24,25）
- 夏多星人賽納 - 岩田栄慶（日语：岩田栄慶）（1,4,5,9-11,13-18,20,22-25）
- 久米晴雄 - 水野直（日语：水野直(俳優)）（1,2,4,5,7,8,10,13,18,19,24,25）
- 女記者- 川合千里（日语：川合千里）（1-3,5,6,8,11,14-18,20,21,24,25）
- 大隅丈治 - 柾賢志（日语：柾賢志）（3,4,7,8,11,16,18）
- 石刈亞璃依 - 小林涼子（18-20,22,23,24）

客演
- 学者A - 宮川浩明（日语：宮川浩明）（1）
- 学者 - 岡田謙（1-3,16,21）
- 老人 - 黒田長政（1）
- 原良子 - 三輪瞳（日语：三輪ひとみ）（1,2,5,13）
- 原繪里 - 內田未來（日语：內田未來）（1,2,5,13）
- 中年男性 - 平家秀樹（2）
- 原孝司 - レン杉山（2,5,13）
- 本田徹 - 三谷麟太郎（3,5,13）
- 看護師A - 巻野わかば（日语：巻野わかば）（3）
- 看護師B - 定平佳子（3）
- 不良少年 - 松波優輝（日语：松波優輝）（3）
- 托里·堤普 - 桜木梨奈（日语：桜木梨奈）（4,5,13,16,24）
- 新井剛 - 加藤良輔（日语：加藤良輔）（5,13）
- 麻美 - 奥中美衣（5）
- 怪我人 - 太田了輔（5）
- 女性社員 - 田中咲葉良（6）
- 部長 - 古沢一郎（6）
- 社員 - 前田竜治、三谷隼司、相羽あきの、結月めぐみ（6）
- 接待員 - 碧木もも（6）
- 年輕女子 - 美月ひな（6）
- 老人 - 鈴木本一郎（6）
- 小孩 - 梶原裕太、福島知乃心、伊藤駿太（日语：伊藤駿太 (俳優)）、川守田花恋、松尾瑠莉、京牟礼采姫、藤井希空（6）

金野琥汰朗、金子響、細井鼓太、石田凛音、鴫原凛、梶原裕太、黒田乃瑠、黒澤綺花（14）
- 鳥羽彈次 - 植村惠（日语：植村惠）（9,13,16,17,24）
- 鳥羽涼美 - 妃鳳心（日语：妃鳳心）（9,13,16,17,24）
- 納比亞 - 石神澪（日语：石神澪）（10,13）
- 男性 - 龍輝（10）
- 朝倉錘 - 寺田農（12,13）
- 天文台職員 - 高橋麻琴（日语：高橋麻琴）、湯浅菜月（12,17）、田中恵蔵、中澤健太郎、太田理恵（日语：太田理恵）（12）
- 朝倉錘的妻子 - なるせ華（写真出演、12）
- 寶貝利庫 - 谷岡諭、宮崎太真（写真出演、12）
- 庫爾特 - 鈴木裕樹（14,15）
- 朝倉陸（少年時期） - 志水透哉
- 愛崎萌亞（少女時期）- 牧野羽咲（日语：牧野羽咲）（14）
- 競選女郎 - 水谷るりか（14）
- 哥德·韋恩 - 尾關伸嗣（日语：尾関伸次）（16）
- 佐倉藤子 - 石上日菜（日语：石上ひなの）（16,17）
- 満賀富士夫 - キャッチャー中澤（16,17）
- 松本鐵朗 - 高月雪乃介（16,17）
- 防護服的男 - 國重光司、泉礼文（18）
- 雷姆（人類型態） -   三森鈴子（19）
- 惠 - 小林美江（日语：小林美江）（20）
- 由香 - 未浜杏梨（日语：未浜杏梨）（20）
- 回收店老闆- 安藤広郎（日语：安藤広郎）（21）
- 便當店店長 - 碓井由美（21）
- 客戶的孩子- 江口湊太（21）
- 餐廳店員 - 吉村健洋、刀根友香、長谷部萌恵（24）
- 少年 - 松浦理人（25）
- 看護師 - 原田もも子（25）
- 医師 - 古谷朋弘（日语：古谷朋弘）、沢木楓（25）

聲演
- 貝加薩星人貝加 - 潘惠美
- 雷姆 -   三森鈴子
- 超人力霸王傑洛 - 宮野真守（1,3-20,22-25）
- 超人力霸王貝利亞 - 小野友樹（1,11-13,16,17,23-25）
- 夏多星人賽納 - 淺沼晉太郎（1,4,5,9,10-18,20,22-25）
- Riser、Ultra膠囊語音、超人力霸王尊王(9,16,17,25) - 檜山修之
- 怪獸膠囊音声、情報屋）(20) -松本健太（日语：松本健太）
- 超人七號- 森次晃嗣（1）
- DonShine -山口智廣1,17）
- 撒旦佐格- 飯島肇（日语：飯島肇）（1）
- 避難広報音声 - 山村響（1）
- 達達 - 外島孝一（日语：外島孝一）（2）、山本匠馬（18）
- 霍剋星人 -村上洋（日语：村上ヨウ）（4）
- 超人力霸王希卡利 - 難波圭一（8）
- 巴德星人 - 金子冬青（日语：金子はりい）（11）
- AIB観測員 - 宇野千尋（日语：うのちひろ）（11）
- 百特星人 - 平下侑樹（14）
- 戈德拉星人 - 岸哲生（日语：岸哲生）（16,17）
- AIB職員（蟬女） - 大谷美紀（16）
- 超人力霸王之父 - 西岡徳馬（日语：西岡徳馬）（24,25）

戲服演員
- 超人力霸王捷德 - 岩田栄慶
- 超人力霸王傑洛、超人力霸王貝利亞、ダダ - 岡部暁（日语：岡部暁）
- ペガッサ星人ペガ - 丸田聡美（日语：丸田聡美）
- スカルゴモラ、ギャラクトロン、ゴドラ星人、キングギャラクトロン - 梶川賢司
- 超人力霸王太郎、タイラント、キメラベロス、ザイゴーグ、メカゴモラ、ウルトラマンベリアル アトロシアス - 桑原義樹（日语：桑原義樹）
- 超人力霸王貝利亞 - 寺井大介（日语：寺井大介）
- 超人力霸王雷歐 - 力丸佳大（日语：力丸佳大）
- 超人力霸王傑克 - 稲庭渉（日语：稲庭渉）
- 超人力霸王衛司 - 福田憲文
- 阿斯特拉、レギオノイド ダダ・カスタマイズ - 永地悠斗
- 超人力霸王80 - 郡大輝
- 超人力霸王希卡利、ダークロプスゼロ - 大久保洸成
- エレキング、アーストロン、サンダーキラー、ギエロン星獣、グビラ - 横尾和則（日语：横尾和則）
- ピット星人トリィ＝ティプ、ザンドリアス、AIB職員（セミ女）、情報屋（レキューム人）、超人力霸王之母 - 安達仁美（日语：安達仁美）
- フック星人 - 福島弘之
- ペダニウムゼットン、ゼガン - {{link-ja|新井宏幸]}
- 超人力霸王之父、超人力霸王  石川真之介（日语：石川真之介）
- 常光博武（日语：常光博武）
- 矢﨑大貴
- 小野鉄兵
- 高橋舜

## 播放列表
- 每話結尾後[註 30]，會播出介紹關於超人力霸王及怪獸的解說小單元『膠囊導覽』。
- 於第1話播出的前一個禮拜，播出『超人力霸王捷德  開播前特別篇』。
- 與前作「Orb」一樣，在片頭的每話標題背景上都會出現該話中登場的主怪獸剪影。

以下時間以當地時間（日本時間）為準
| 播放日期   | 集數 | 日本原文標題 | 中文標題                   | 登場怪獣・宇宙人                                                                            | 膠囊導覽介紹角色                                                            | 編劇       | 導演     |
| ---------- | ---- | ------------ | -------------------------- | ------------------------------------------------------------------------------------------- | --------------------------------------------------------------------------- | ---------- | -------- |
| 2017/07/01 | 0    |              | 開播前特別篇               | -                                                                                           | -                                                                           | 足木淳一郎 | 村上裕介 |
| 2017/07/08 | 1    |              | 歡迎來到秘密基地           | - 骷髏哥莫拉（）                                                                            | - 超人力霸王 - 哥摩拉                                                       | 安達寛高   | 坂本浩一 |
| 2017/07/15 | 2    |              | 斬擊怪獸的少女             | - 骷髏哥莫拉（） - 三面怪人 達達（）                                                        | - 超人力霸王貝利亞 - 紅王                                                   | 安達寛高   | 坂本浩一 |
| 2017/07/22 | 3    |              | 上班族傑洛                 | - 暗黑獨眼傑洛（） X 3                                                                      | - 超人力霸王雷歐 - 暗黑獨眼傑洛                                             | 安達寛高   | 坂本浩一 |
| 2017/07/29 | 4    |              | 追蹤外星人的工作           | - 虎克星人（） - 皮特星人 托里·堤普（） - 艾雷王（）                                        | - 超人力霸王賽文 - 艾雷王                                                   | 安達寛高   | 坂本浩一 |
| 2017/08/05 | 5    |              | 搭檔                       | - 海獸 鯊鯨（） - 小珍獸 露那（摩可）（） - 亞斯特隆（） - 雷霆殺手（）                     | - 超人力霸王希卡利 - 亞斯特隆                                               | 三浦有為子 | 市野龍一 |
| 2017/08/12 | 6    |              | 我就是我                   | - 雷霆殺手（）                                                                              | - 超人力霸王高斯 - 殺手                                                     | 三浦有為子 | 市野龍一 |
| 2017/08/19 | 7    |              | 犧牲                       | - 加拉特隆（）                                                                              | - 超人力霸王Orb 重光型態 - 加拉特隆                                         | 柳井祥緒   | 武居正能 |
| 2017/08/26 | 8    |              | 超越命運                   | - 加拉特隆（） X 2                                                                          | - 超人力霸王銀河 - 超人力霸王Orb Orb原型型態 - 超人力霸王勝利 - 超人力霸王X | 柳井祥緒   | 武居正能 |
| 2017/09/02 | 9    |              | 誓言之劍                   | - 泰蘭特（） - 骷髏哥莫拉（）                                                               | - 超人力霸王銀河 - 泰蘭特                                                   | 三浦有為子 | 冨田卓   |
| 2017/09/09 | 10   |              | 讀懂內心                   | - 贊德利亞斯（） X 2 - 佐貝泰星人 納比亞（智子）（）                                        | - 超人力霸王X - 贊德利亞斯                                                  | 森江美咲   | 冨田卓   |
| 2017/09/16 | 11   |              | 捷德的身份                 | - 佩達尼姆絕頓（） - 巴德星人（）                                                           | - 超人力霸王傑洛 - 金古喬                                                   | 安達寛高   | 田口清隆 |
| 2017/09/23 | 12   |              | 我的名字                   | - 佩達尼姆絕頓（）                                                                          | - 超人力霸王之父 - 絕頓                                                     | 安達寛高   | 田口清隆 |
| 2017/09/30 | 13   |              | 記憶恢復                   | - 前12話登場的怪獸・宇宙人                                                                  | -                                                                           | 足木淳一郎 | 持田遼   |
| 2017/10/07 | 14   |              | 夏多之影                   | - 傑剛（） - 夏多星人 庫爾特（） - 庫卡拉奇星人（）                                         | - 超人力霸王Orb Orb原型型態 - 傑剛                                          | 根元歳三   | 市野龍一 |
| 2017/10/14 | 15   |              | 戰鬥之子                   | - 傑剛（） - 夏多星人 庫爾特（） - 澤朗星人（）                                             | - 超人力霸王勝利 - 凱撒貝利亞                                               | 根元歳三   | 市野龍一 |
| 2017/10/21 | 16   |              | 世界终结開始之日           | - 哥德拉星人（） - 奇美拉貝羅斯（）                                                         | - 終極傑洛 - 佐古（第二型態）                                               | 安達寛高   | 坂本浩一 |
| 2017/10/28 | 17   |              | 王的奇跡！改變吧！命運！！ | - 哥德拉星人（） - 奇美拉貝羅斯（）                                                         | - 超人力霸王之王 - 五重王                                                   | 安達寛高   | 坂本浩一 |
| 2017/11/04 | 18   |              | 夢想繼承者                 | - 三面怪人 達達（） - 雷基歐諾伊德 達達・定制版（） - 札格古（） - 雷霆殺手（）             | - 超人力霸王太郎 - 札格古                                                   | 柳井祥緒   | 伊藤良一 |
| 2017/11/11 | 19   |              | 被奪走的星雲莊             | - 機械哥莫拉（）                                                                            | - 超人力霸王傑克 - 機械哥莫拉                                               | 勝冶京子   | 伊藤良一 |
| 2017/11/18 | 20   |              | 上午10點的怪鳥             | - 基耶隆星獸（）                                                                            | - 月神奇跡傑洛 - 電弧貝利亞                                                 | 三浦有為子 | 冨田卓   |
| 2017/11/25 | 21   |              | 貝加，離家出走             | - 古比拉（） - 佩達尼姆絕頓（）                                                             | - 超人力霸王艾斯 - 古比拉                                                   | 森江美咲   | 冨田卓   |
| 2017/12/02 | 22   |              | 奪還                       | - 金古加拉特隆（）                                                                          | - 超人力霸王佐菲 - 安培拉星人                                               | 三浦有為子 | 武居正能 |
| 2017/12/09 | 23   |              | 斯特魯姆之光               | - 佩達尼姆絕頓（）                                                                          | - 超人力霸王貝利亞 - 暗黑路基艾爾                                           | 三浦有為子 | 武居正能 |
| 2017/12/16 | 24   |              | 希望的碎片                 | - 超人力霸王貝利亞 凶暴型態（） - 傑剛（）                                                  | -                                                                           | 安達寛高   | 坂本浩一 |
| 2017/12/23 | 25   |              | GEED之証                   | - 超人力霸王貝利亞 凶暴型態（） - 傑剛（） - 「超人Zero」與「超人之父」與「超人力霸王之王」 | -                                                                           | 安達寛高   | 坂本浩一 |

## 其他相關媒體

### 劇場版
- 《劇場版 超人力霸王捷德 連繫起來！ 願望！！》（2018年3月10日）

### 動畫配信
貝加的『超人力霸王捷德 動作檔案』
YouTube 圓谷 Chanel所配信的動畫。
| 話數   | 標題                             | 配信日期       |
| ------ | -------------------------------- | -------------- |
| 第1回  | 「陸的融合昇華」的姿勢           | 2017年 07月8日 |
| 第2回  | 「Wrecking Burst」的姿勢         | 07月15日       |
| 第3回  | 「Strike Boost」的姿勢           | 07月22日       |
| 第4回  | 「Emerium Boost Beam」的姿勢     | 07月29日       |
| 第5回  | 「Atmos Impact」的姿勢           | 08月5日        |
| 第6回  | 「Diffusion Shower」的姿勢       | 08月12日       |
| 第7回  | 「Corkscrew Jamming」的姿勢      | 08月19日       |
| 第8回  | 「Bulky Chorus」的姿勢           | 08月26日       |
| 第9回  | 「Wide Beyond Shot」的姿勢       | 09月2日        |
| 第10回 | 「Smash Moon Healing」的姿勢     | 09月9日        |
| 第11回 | 「令人的Neo・融合昇華」的姿勢    | 09月16日       |
| 第12回 | 「Big Burst Away」的姿勢         | 09月23日       |
| 第13回 | 「貝加的黑暗金雞獨立打法」的姿勢 | 09月30日       |
| 第14回 | 「Mega Electric Horn」的姿勢     | 10月7日        |
| 第15回 | 「Raging Geed Barrier」的姿勢    | 10月14日       |
| 第16回 | 「Quattro Slugger」的姿勢        | 10月21日       |
| 第17回 | 「Royal End」的姿勢              | 10月28日       |
| 第18回 | 「Striuum Flasher」的姿勢        | 11月4日        |
| 第19回 | 「Spacium Flasher」的姿勢        | 11月11日       |
| 第20回 | 「Slugger Spark」的姿勢          | 11月18日       |
| 第21回 | 「Vertical Spark」的姿勢         | 11月25日       |
| 第22回 | 「87 Flasher」的姿勢             | 12月2日        |
| 第23回 | 「DonShine」的姿勢               | 12月9日        |
| 第24回 | 「Twin Giga Break」的姿勢        | 12月16日       |
| 第25回 | 超人力霸王捷德各型態決勝姿勢     | 12月23日       |

貝加的『ジーッとしないで、◯◯しようぜ！』
YouTube Ultra Chanel所配信的動畫。介紹關於貝加所調查的。
| 話數  | 標題                                                                                            | 配信日期        |
| ----- | ----------------------------------------------------------------------------------------------- | --------------- |
| 第1回 | ウルトラヒーローの秘密、調べてみた！                                                            | 2017年 06月24日 |
| 第2回 | 「劇場版ウルトラマンオーブ Blu-ray & DVD」応援上映の秘密、調べてみた！                          | 08月17日        |
| 第3回 | 「ウルトラマン&ウルトラセブン Blu-ray BOX Standard Edition」HDリマスター2.0の秘密、調べてみた！ | 09月15日        |
| 第4回 | 「ウルトラマンジード Blu-ray BOX I」の秘密、調べてみた！                                        | 09月29日        |
| 第5回 | 「ウルトラマンタロウ Blu-ray BOX」HDリマスター2.0の秘密、調べてみた！                           | 11月16日        |

## 映像軟體化
發行為萬代影視。
| 卷數   | 發賣日         | 收錄章節        | 編號      |
| ------ | -------------- | --------------- | --------- |
| BOX I  | 2017年11月24日 | 第1話 - 第12話  | BCXS-1281 |
| BOX II | 2018年2月23日  | 第13話 - 第25話 | BCXS-1282 |

## 樂曲

### 片頭曲
「GEEDの証」（GEED之証）
- 演唱：朝倉リク with ボイジャー
- 作詞：六ツ見純代
- 作曲、編曲：川井憲次

### 片尾曲
「キボウノカケラ」（希望的碎片）
- 演唱：ボイジャー
- 作詞：TAKERU／瀬下千晶
- 作曲、編曲：小西貴雄

### 插曲、印象歌
「フュージョンライズ！」（融合昇華！）
- 演唱：ボイジャー
- 作詞：金光大輔
- 作曲、編曲：ハマサキユウジ

### 角色曲
「おうえんだん1号」
- 演唱：ペガ（CV：潘めぐみ）
- 作詞：稲葉エミ
- 作曲、編曲：大畑拓也

「マホロバリバティ」
- 演唱：レム（CV：三森すずこ）
- 作詞：稲葉エミ
- 作曲、編曲：栁舘周平

## 製作人員
- 導演 - 坂本浩一、市野龍一、武居正能、冨田卓、田口清隆、伊藤良一
- 劇本統籌 - 乙一 [14]
- 劇本統籌協力 - 三浦有為子
- 編劇 - 安達寛高、三浦有為子、柳井祥緒、森江美咲、根元歳三、勝冶京子
- 攝影導演 - 高橋創
- 主製作人 - 北浦嗣巳
- 製作人 - 鶴田幸伸
- 音樂 - 川井憲次
- 製作·著作 - 圓谷製作、東京電視台、電通、超人力霸王Geed製作委員會

## 播放詳情
日本
- 東京電視台

播出日期：2017年7月8日 - 2017年12月23日
播出時間：逢星期六 09:00-09:30（日本時間）
中國大陸
- 上海新創華文化發展有限公司

中國大陸地區版權總代理為上海新創華文化發展有限公司，在2017年7月8日於網絡与日本同步播出后發行官方國語配音版。
發佈時間：2017年7月8日
發佈媒介：愛奇藝、騰訊視頻、优酷网
配音工作室：北斗企鵝工作室
配音導演：林强、李佳怡
香港
- ViuTV

香港由2018年7月21日起，於本地免費地面電視ViuTV播放，提供粵語／日語雙語廣播，並設提供中文字幕。
| ViuTV 星期六 09:30－10:00                                    | ViuTV 星期六 09:30－10:00                | ViuTV 星期六 09:30－10:00 |
| ------------------------------------------------------------ | ---------------------------------------- | ------------------------- |
|                                                              | 超人捷德 （2018年7月21日－2019年1月5日） |                           |
| 機器戰士tobot2 （由7月15日起改為星期日09:30－10:00繼續播放） | 超變戰陀 第1－26集                       |                           |

台灣
由momo親子台於2018年9月9日起每周日下午17:30播出。(超人力霸王Orb重播播映完畢後)

## 外部連結
- 《超人力霸王捷德》圓谷官方網站 （页面存档备份，存于）（日語）
- 《超人力霸王捷德》東京電視台官方網站 （页面存档备份，存于）（日語）
- 《超人力霸王系列》遊戲機台官網 （页面存档备份，存于）（日語）
- 《超人力霸王系列》官方推特 （页面存档备份，存于）（日語）